# Simon Oppenheim

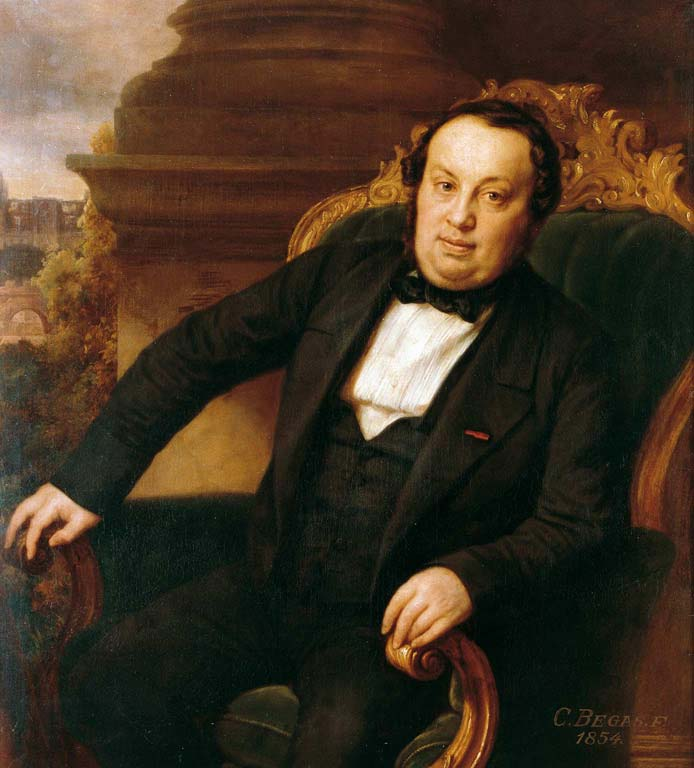

Simon Oppenheim, seit 1867 Freiherr von Oppenheim, (* 21. Mai 1803 in Köln; † 24. Dezember 1880 ebenda) war ein deutscher Bankier und Teilhaber des Bankhauses Sal. Oppenheim.

## Leben

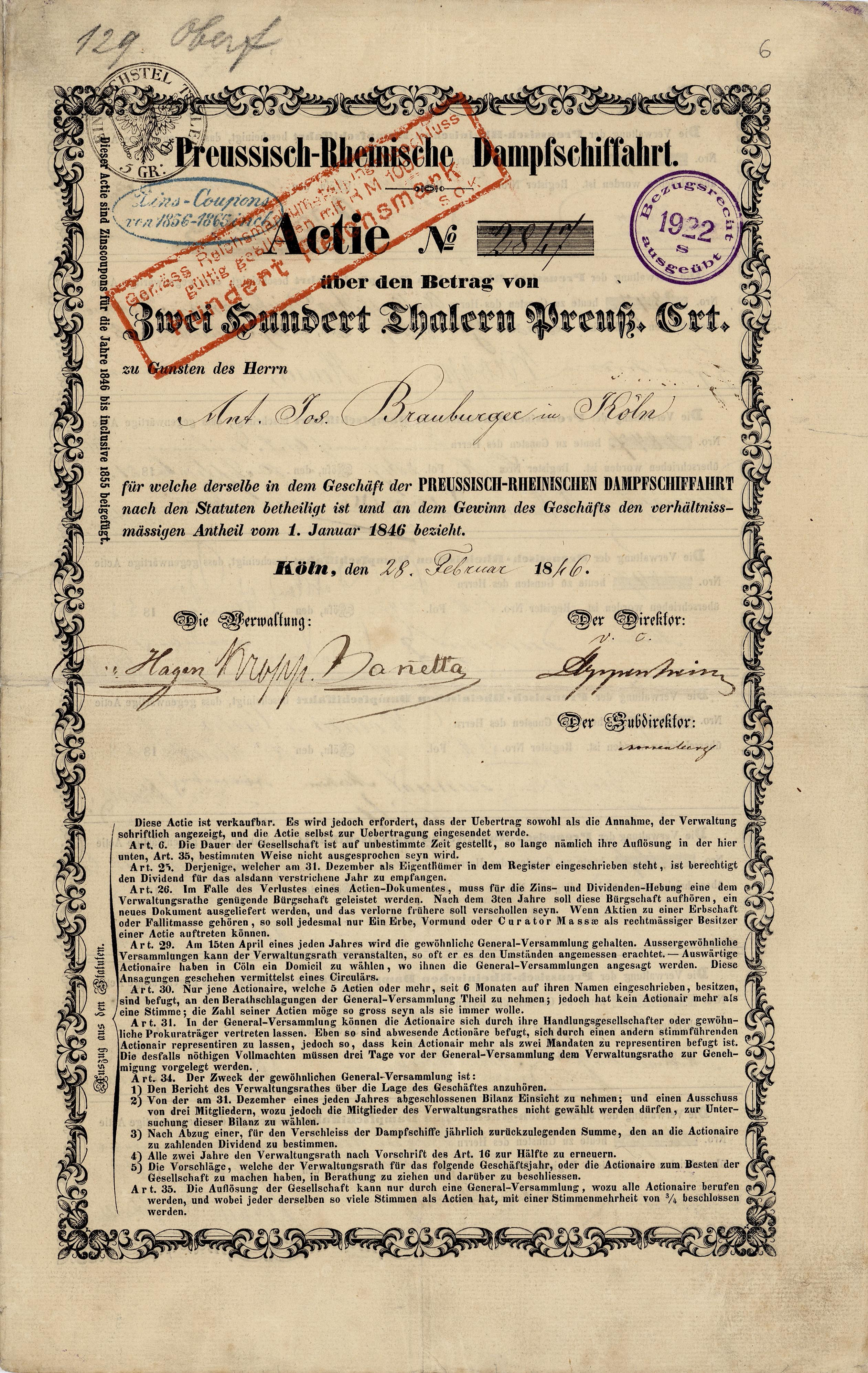
Namensaktie über 200 Thaler der Preußisch-Rheinische Dampfschiffahrt-Gesellschaft vom 28. Februar 1846 mit Unterschrift von Oppenheim als Direktor

Er war Sohn des Bankgründers Salomon Oppenheim junior und der Mutter Therese Stein. Er selbst stieg aktiv 1828 neben seinem Bruder Abraham als Teilhaber in das Bankgeschäft der Familie ein. In den ersten vierzehn Jahren standen die Brüder mit einer geringen Beteiligung von jeweils 10 % hinter der Mutter zurück.
Simon Oppenheim heiratete Henriette Obermeyer (1812–1885) aus der Augsburger Bankiersfamilie Obermeyer. Diese brachte eine erhebliche Mitgift in die Ehe ein.
In die Zeit der beiden Brüder fiel eine verstärkte Hinwendung in das industrielle Gründergeschäft. In dieser Zeit stieg das Bankhaus zu einem der bedeutendsten Finanziers der Industrie in Deutschland und insbesondere im rheinisch-westfälischen Industriegebiet auf. Insbesondere investierte die Bank in das Eisenbahngeschäft. Maßgeblich finanzierte die Firma die Köln-Mindener-Eisenbahn. Die Brüder waren Großaktionäre und Mitbegründer von verschiedenen Aktiengesellschaften. Simon Oppenheim war Mitbegründer der Rheinischen Seeschifffahrtsgesellschaft. Er amtierte als Direktor dieser Firma zwischen 1838 und 1866. Eng verbunden waren er und sein Bruder mit verschiedenen Unternehmen des Ruhrgebiets wie der Phönix AG. Beteiligt waren sie auch an der Gründung der Großbank Bank für Handel und Industrie (Darmstadt).
Zusammen mit seinem Bruder war er der reichste Bürger Kölns mit einem Vermögen von 20 Millionen Mark im Jahr 1870. Außerdem war er 1833 Präsident der Handelskammer zu Köln.
Die Brüder Oppenheim waren stark für die jüdische Emanzipation engagiert. Sie machten sich auch verdient als Mäzene im kulturellen und karitativen Bereich. Simon Oppenheim besaß ein Palais am Domkloster 1 in Köln. Außerdem besaß er die Sommerresidenz „Thürmchen am Rhein“. Im Jahr 1870 kaufte er Gut Schlenderhan. Sein Ziel war es, in den Besitz der vermuteten Braunkohlevorkommen zu kommen. Er hat erhebliche Summen für den Weiterbau des Kölner Doms gezahlt. Im Karnevalsumzug war er 1824 der erste Darsteller der Venetia.
Oppenheim erhielt den Ehrentitel eines geheimen Kommerzienrates. Er wurde 1867 in den österreichischen Freiherrenstand erhoben. Im Jahr 1868 wurde er als erster Jude in Preußen von Wilhelm I. auch in den preußischen Freiherrenstand erhoben.
Simon Oppenheim ist der Vater des Bankiers Eduard von Oppenheim, des Bankiers Albert von Oppenheim und des Bankiers Henry Oppenheim. Wie sein Bruder Abraham hat er so lange wie möglich die Übergabe an die nächstfolgende Generation herausgezögert. Beide behielten sich die wichtigsten Entscheidungen weiter vor.